# Hortus Eystettensis

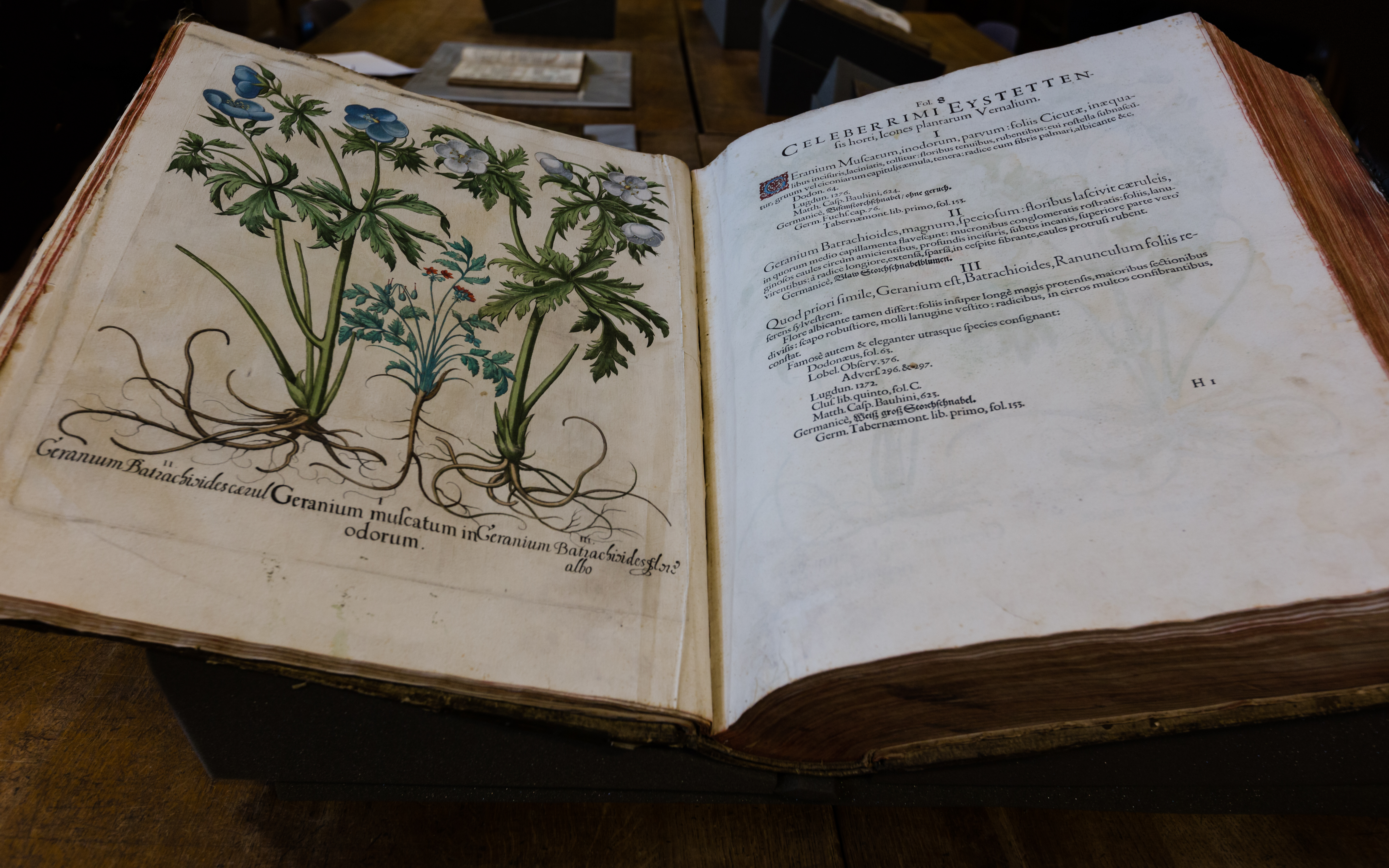
Basilius Besler, Hortus Eystettensis, 1613.

L'expression latine, Hortus Eystettensis, le « jardin d'Eichstätt », peut désigner :
- le jardin botanique créé à partir  de 1597 par le botaniste allemand, Basilius Besler, pour le  compte du prince-évêque Johann Konrad von Gemmingen dans les bastions du château de Willibaldsburg à Eichstätt,

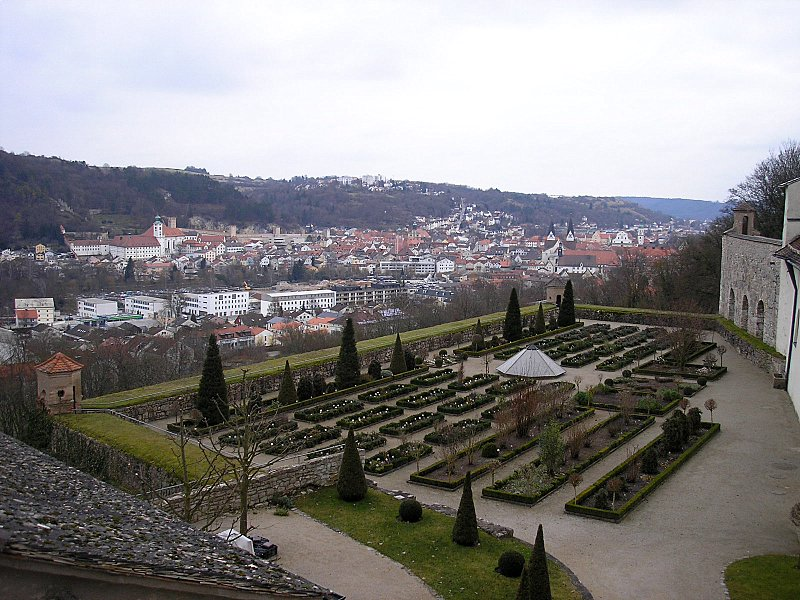
L'actuel jardins des bastions à Willibaldsburg

- le titre, en version abrégée, du catalogue des espèces contenues dans ce jardin, publié en 1613 par le prince-évêque, et dont le titre complet est le suivant : Hortus Eystettensis, sive Diligens et accurata omnium plantarum, florum, stirpium... quae in celeberrimis viridariis arcem episcopalem ibidem cingentibus, hoc tempore conspiciuntur, delineatio et ad vivum repraesentatio, opera Basilii Besleri,
- le jardin botanique actuel au château Saint-Willibald (de).